# World Darts Federation
La World Darts Federation (WDF) è la federazione sportiva internazionale, membro di SportAccord, che governa lo sport delle freccette.
Quest'associazione, è stata costituita nel 1976, da parte dei rappresentanti di quindici nazioni. L'iscrizione è aperta alle federazioni nazionali riconosciute di tutto il mondo. La WDF incoraggia la promozione dello sport delle freccette fra e tra tali organismi, nel tentativo di ottenere il riconoscimento internazionale per le freccette come uno dei principali sport.
La WDF organizza un campionato del mondo (chiamato Coppa del Mondo WDF), i campionati continentali, come la WDF Europa Cup e la Coppa del Pacifico WDF. Il paese che è primo nella classifica generale (globale miglior risultato nei tre eventi categorie: singoli M/F, coppie o doppio M/F, squadre) diventa il campione del mondo. I vincitori di uno degli eventi possono definirsi ufficialmente campioni del mondo della categoria. I vincitori dei campionati continentali possono definirsi campioni ufficiali delle proprie aree geografiche.

## Membri
- Australia
- Austria
- Bahamas
- Barbados
- Belgio
- Belize
- Bermuda
- Brasile
- Brunei
- Bulgaria
- Canada
- Catalogna
- Cayman Islands
- Cipro
- Corea

- Danimarca
- Estonia
- Filippine
- Finlandia
- Francia
- Galles
- Germania
- Giappone
- Gibilterra
- Grecia
- Guyana
- Hong Kong
- India
- Inghilterra
- Iran

- Irlanda del nord
- Islanda
- Isola di Man
- Italia
- Jersey
- Lettonia
- Lituania
- Lussemburgo
- Malesia
- Malta
- Nuova Zelanda
- Nepal
- Nigeria
- Norvegia
- Olanda

- Pakistan
- Polonia
- Repubblica Ceca
- Romania
- Russia
- Scozia
- Serbia
- Singapore
- Slovacchia
- Slovenia
- Sud Africa
- Spagna
- Santa Lucia
- Svezia
- Svizzera

- Trinidad & Tobago
- Turchia
- Turks e Caicos
- Ungheria
- USA
- Uganda
- Ucraina

## Ranking

### Lista dei giocatori numero 1 dal 1976
| Anno | Uomini                    | Donne                  |
| ---- | ------------------------- | ---------------------- |
| 1976 | Alan Evans                | Nessun ranking         |
| 1977 | John Lowe                 | Nessun ranking         |
| 1978 | Leighton Rees             | Nessun ranking         |
| 1979 | John Lowe (2)             | Nessun ranking         |
| 1980 | Eric Bristow              | Nessun ranking         |
| 1981 | Eric Bristow (2)          | Nessun ranking         |
| 1982 | Jocky Wilson              | Nessun ranking         |
| 1983 | Eric Bristow (3)          | Nessun ranking         |
| 1984 | Eric Bristow (4)          | Sandy Reitan           |
| 1985 | Eric Bristow (5)          | Lilian Barnett         |
| 1986 | John Lowe (3)             | Linda Batten           |
| 1987 | Bob Anderson              | Maaritt Fagerholm      |
| 1988 | John Lowe (4)             | Jayne Kempster         |
| 1989 | Bob Anderson (2)          | Sharon Colclough       |
| 1990 | Eric Bristow (6)          | Sharon Colclough (2)   |
| 1991 | Phil Taylor               | Sharon Colclough (3)   |
| 1992 | Rod Harrington            | Mandy Solomons         |
| 1993 | Leo Laurens               | Mandy Solomons (2)     |
| 1994 | Steve Beaton              | Deta Hedman            |
| 1995 | Richie Burnett            | Deta Hedman (2)        |
| 1996 | Martin Adams              | Deta Hedman (3)        |
| 1997 | Martin Adams (2)          | Deta Hedman (4)        |
| 1998 | Ronnie Baxter             | Francis Hoenselaar     |
| 1999 | Raymond van Barneveld     | Trina Gulliver         |
| 2000 | Raymond van Barneveld (2) | Trina Gulliver (2)     |
| 2001 | Mervyn King               | Trina Gulliver (3)     |
| 2002 | John Walton               | Trina Gulliver (4)     |
| 2003 | Martin Adams (3)          | Trina Gulliver (5)     |
| 2004 | Raymond van Barneveld (3) | Trina Gulliver (6)     |
| 2005 | Raymond van Barneveld (4) | Trina Gulliver (7)     |
| 2006 | Martin Adams (4)          | Trina Gulliver (8)     |
| 2007 | Gary Anderson             | Trina Gulliver (9)     |
| 2008 | Scott Waites              | Francis Hoenselaar (2) |
| 2009 | Tony O'Shea               | Trina Gulliver (10)    |
| 2010 | Martin Adams (5)          | Deta Hedman (5)        |
| 2011 | Scott Waites (2)          | Deta Hedman (6)        |
| 2012 | Stephen Bunting           | Deta Hedman (7)        |
| 2013 | James Wilson              | Deta Hedman (8)        |
| 2014 | Alan Norris               | Deta Hedman (9)        |
| 2015 | Darius Labanauskas        | Deta Hedman (10)       |